# Орден Республіки (Молдова)
Орден Республіки (рум. Ordinul Republicii) — найвища державна нагорода Молдови, для нагородження за особливі заслуги у всіх областях діяльності на благо Батьківщини і людства.
За значущістю ордену Республіки відповідають такі нагороди колишнього СРСР: звання Героя Радянського Союзу, кавалер ордена Слави трьох ступенів, звання Героя Соціалістичної Праці, кавалер ордена Трудової Слави трьох ступенів.

## Опис знака ордена
Знак ордена Республіки виготовляється зі срібла і являє собою злегка опуклу восьмиконечну позолочену зірку, утворену пучками розбіжних променів. Між основними променями розташовуються опуклі тонкі промені зі срібла. У центрі ордена — коло з виступаючим позолоченим обідком, в якому знаходиться позолочене рельєфне зображення Державного герба Республіки Молдова. Фон щита герба — з емалі червоного і синього кольорів. Діаметр ордена — 45 мм.
До 2005 року орден кріпився за допомогою кільця до трьохсмугової муарової стрічки кольорів Державного прапора Республіки Молдова. Ширина стрічки — 20 мм, довжина — 850 мм.
З 2005 року орден кріпиться за допомогою кільця діаметром 10 мм до орденського ланцюга з позолоченого нейзильберу довжиною 800 мм. Ланцюг складається з шести гербів Республіки Молдова висотою 18 мм і шириною 14 мм, восьми восьмикутних зірок діаметром 15 мм і шістнадцяти лаврових гілок довжиною 16 мм і шириною 8 мм. Герби, зірки і лаврові гілки рельєфні. Вони чергуються і кріпляться між собою кільцями. Ланцюг застібається на застібку-карабін.

## Галерея

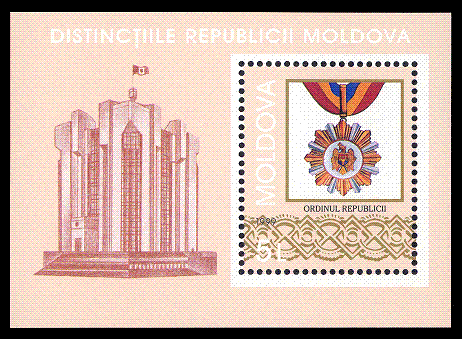
Орден Республіки на поштовій марці Молдови 1999 р.